# Свинца
Свинца су насељено место у саставу општине Марина, Сплитско-далматинска жупанија, Република Хрватска.

## Историја
До територијалне реорганизације у Хрватској налазила су се у саставу старе општине Трогир.

## Становништво
На попису становништва 2011. године, Свинца су имала 112 становника.
| Број становника по пописима | Број становника по пописима | Број становника по пописима | Број становника по пописима | Број становника по пописима | Број становника по пописима | Број становника по пописима | Број становника по пописима | Број становника по пописима | Број становника по пописима | Број становника по пописима | Број становника по пописима | Број становника по пописима | Број становника по пописима | Број становника по пописима | Број становника по пописима |
| --------------------------- | --------------------------- | --------------------------- | --------------------------- | --------------------------- | --------------------------- | --------------------------- | --------------------------- | --------------------------- | --------------------------- | --------------------------- | --------------------------- | --------------------------- | --------------------------- | --------------------------- | --------------------------- |
| 1857                        | 1869                        | 1880                        | 1890                        | 1900                        | 1910                        | 1921                        | 1931                        | 1948                        | 1953                        | 1961                        | 1971                        | 1981                        | 1991                        | 2001                        | 2011                        |
| 0                           | 0                           | 107                         | 98                          | 0                           | 0                           | 0                           | 0                           | 145                         | 160                         | 147                         | 147                         | 129                         | 126                         | 122                         | 112                         |

Напомена: У 1991. настало је издвајањем дела подручја насеља Марина и дела подручја насеља Врсине. У 1857, 1869, 1921. и 1931. подаци су садржани у насељу Марина. У 1900. и 1910. податак је садржан у насељу Врсине.

### Попис1991.
На попису становништва 1991. године, насељено место Свинца је имало 126 становника, следећег националног састава:
| Попис 1991.‍ | Попис 1991.‍ | Попис 1991.‍ | Попис 1991.‍ | Попис 1991.‍ |
| ----------- | ----------- | ----------- | ----------- | ----------- |
|             |             |             |             |             |
| Хрвати      | Хрвати      |             | 126         | 100%        |
| укупно: 126 |             |             |             |             |